# Феноменологічний метод
Феноменологічний метод (англ. phenomenological method; нім. phänomenologisches Methode f) — передбачає поділ технологічного процесу на субпроцеси, які вивчаються окремо.
Математичний опис технологічного процесу, його модель — це послідовність описів і моделей усіх субпроцесів. Феноменологічний метод застосовується при вивченні технологічних процесів переробки гірничої сировини, зокрема, в останнє десятиліття ХХ ст. — у галузі збагачення корисних копалин (флотація, флокуляція, селективна аґреґація, агломерація, знесолення вугілля тощо).